# 독일 민요
독일 민요는 독일국민의 생활에 깊게 뿌리를 박고 있다. 독일민요는 이탈리아나 스페인 민요같이 장식적인 것은 아니다. 또 리듬감을 강조하는 일도 없다. 색채적인 것이나 관능적인 것은 독일인의 기질에 맞지 않는다. 극히 간단한 멜로디를 보아도 그 구성이 심메트리컬하여 전체적으로 딱딱한 느낌이 있다. 꾸밈이 없는 소박함과 고지식함이, 찬송가와 같은 종교감과 함께 존재하고 있는 것이 많다.  오늘날의 독일민요를 이룩한 것은 14세기 이후 직업별로 모인 마이스터징거나 16세기의 종교운동가 마틴 루터(1483-1546)의 공적이 크다. 즉, 이들 그룹 활동에 필요하여 독일에서는 합창이 널리 보급된 것이다. 합창할 때 하모니를 붙이는 것은 화성학의 지식을 필요로 하는 것이며, 그 화성학을 가장 이론적으로 정리한 것이 독일인이다. 사물을 이론적으로, 또한 구성적으로 생각하는 독일인에게는 가장 알맞은 학문이었기 때문이다.